# 新田良太郎
新田 良太郎（にった りょうたろう、1989年12月14日 - ）は日本の元陸上競技選手、専門は長距離種目。宮城県出身。所属は東北高校→コニカミノルタ。

## 人物
コニカミノルタ陸上競技部に所属し、ニューイヤー駅伝などで活躍。2013年のニューイヤー駅伝では6区を担当。先頭でタスキを受け取ると、社会人ルーキーとして注目された柏原竜二(富士通)などを抑える区間賞の走りで2位以下に大差を付け、コニカミノルタの5年ぶり7度目のニューイヤー駅伝優勝を決定付けた。翌2014年のニューイヤー駅伝でも6区を担当。5区で区間賞の走りを見せた東北高校時代の1学年の先輩でもある野口拓也から2位と3秒差の先頭でタスキを受けると、前年と同じく区間賞の走りで独走態勢に持ち込む。結果として2位以下に1分30秒以上の差を付けタスキをつなぎ、コニカミノルタのニューイヤー駅伝2連覇の立役者となった。その後はニューイヤー駅伝に出走することなく、2016年3月に現役を引退。
2018年2月から2021年3月まで、同世代の陸上長距離選手である八木勇樹と三田裕介が設立し、日建総業株式会社が運営する、高地トレーニングの再現や走る能力が測定できる施設SPORTS・SCIENCE・LAB（現 RUNNING・SCIENCE・LAB)でトレーナーを務めた。
2021年4月からは横田真人が代表を務める中長距離チーム「Twolaps」でコーチを務めている。
髭がトレードマーク。愛犬の名前はゴメスとケビン。お気に入りの飲み物はスターバックスの「ホットのキャラメルマキアート、ベンティ、デカフェ」。

## 自己ベスト･記録
- 5000m :13分44秒86
- 10000m ：28分28秒60
- ハーフマラソン：1時間01分45秒
- マラソン：2時間14分09秒